# Burkhard Gotthelf Struve
Burkhard Gotthelf Struve, en latin Burcardus Gotthelffius Struvius, (26 mai 1671 - 25 mai 1738) est un bibliothécaire érudit allemand qui est devenu un polymathe en histoire, pour l'essentiel de sa carrière universitaire, à l'université d'Iéna,.

## Biographie
Burkhard Gotthelf Struve naît le 26 mai 1671 à Weimar. Son père a déjà des enfants d'un autre mariage, est avocat et, au moment de la naissance de Burkhard, est conseiller de l'électeur de Saxe (Geheimer Rat). Son père, Georg Adam Struve, est également professeur à l'université d'Iéna depuis 1672. Burkhard jouit de leçons privées dès son enfance.
À peine âgé de 16 ans, Burkhard Gotthelf Struve s'inscrit à l'université d'Iéna, où il suit des cours de philosophie, politique, histoire et jurisprudence. Même si ses enseignants sont compétents, lorsque son opinion diffère, il effectue des recherches dans les bibliothèques pour valider ses hypothèses ; c'est l'un des premiers à s'autoformer dans un cadre universitaire. Après Iéna, il étudie à l'université d'Helmstedt, où il suit les cours du charismatique Heinrich Meibom. Par la suite, il fait un court passage à l'université Viadrina de Francfort-sur-l'Oder, avant de retourner à Iéna en 1690.
À la maison, Burkhard réfléchit à sa carrière. Au début de 1691, il se rend à Halle-sur-Saale où il travaille dans une firme d'avocats, mais le travail ne lui plaît guère et il retourne chez lui à Pâques de la même année. Entretemps, son frère aîné construit sa carrière de chimiste et d'alchimiste à La Hague, travaillant pour de riches clients ; il invite son frère à travailler avec lui comme assistant. Dans cette ville, Burkhard y achète des livres rares, mais tombe gravement malade et retourne à Iéna. Sa quête pour une carrière se poursuit, ponctuée de sévères rechutes de santé et la mort de son père en 1692. Son frère est accusé de malhonnêteté et emprisonné.  Burkhard vend sa collection de livres rares et sacrifie l'héritage paternel pour faire libérer son frère.
En 1697, il accepte un poste de bibliothécaire universitaire à l'université d'Iéna, pour un salaire annuel de 44 Gulden. Rapidement, il s'attire la colère du corps enseignant parce qu'il donne des cours privés d'histoire allemande, qui sont populaires auprès des étudiants,. En 1702, il obtient son doctorat et l'université lui délivre un certificat d'enseignant. En 1704, l'université le nomme professeur d'histoire. Dans les décennies qui suivent, sa réputation et son influence grandissent. En 1712, il est nommé Sachsen-Weimarischen Rath Historiographus (conseiller en histoire de Saxe-Weimar). En 1730, il reçoit le titre de Hof-Rath des Hoch-Fürstlichen Sammt-Hauses Sachsen (conseiller de la cour du Haut-Principiat de la maison de Sammt et de la Saxe), ajoutant également le poste de professeur en droit civil et des contrats. En 1712, 1720 et 1732, il occupe le poste de recteur universitaire, chaque fois pendant le semestre estival.
Burkhard Gotthelf Struve meurt subitement le 25 mai 1738.  Dans le Grosses vollständiges Universal-Lexicon de Zedler's, édition de 1744, il est jugé comme l'un des plus grands polymathes de son époque.

## Publications
La réputation posthume de Struve provient de sa production littéraire. Son histoire des peuples germaniques en quatre volumes publiée la première fois en 1712, puis augmentée et réimprimée sous le titre Corpus historiae Germanicae a prima gentis origine ad annum usque 1730 est populaire ; une version en allemand paraît sous le titre Erläuterte teutsche Reichs-Historie. Trois siècles plus tard, l'ouvrage offre une vue contemporaine, à la fois libre du prisme du XIXe siècle et de l'influence hégémonique prussienne, sur la nature de l'auto-identité allemande dans le Saint-Empire romain germanique.
L'ouvrage est ambitieux par le nombre de siècles couverts, s'attachant à décrire l'histoire des territoires allemands de la pré-histoire romaine au XVIIIe siècle. Le premier volume couvre la pré-histoire romaine dans les « terres libres allemandes » (das freye Teutsch-Land).  Il est court et de portée générale, soit 58 paragraphes ; il s'appuie beaucoup sur Tacite. Le second volume s'attache à la période romaine commençant par les invasions de Jules César et se plaignant du manque de volonté des peuples allemands de se soutenir mutuellement, plaintes qui reviennent dans les quatre volumes. Le troisième volume couvre l'apparition et la domination des Francs. Le quatrième s'attarde aux siècles impériaux, en commençant par la période d'Otton Ier.